# Vicente León
Vicente León y Argüelles (Latacunga, 17 de enero de 1773 - Cusco, 28 de febrero de 1839), jurisconsulto y filántropo ecuatoriano. Fue el primer Presidente de la Corte Superior de Justicia del Cusco (Perú), designado así por Simón Bolívar en 1825. Habiendo sido además prefecto y gobernador de dicha provincia, entre otros cargos públicos como: asesor del Gobierno del Perú en 1814. Gobernador de Tacna y auditor de la División de Intermedios en 1821. Auditor de Guerra del Ejército Unido del Libertador en 1822. Legó su fortuna para que en su natal Latacunga se la invirtiera en obras a favor de la educación de la juventud. Era vástago de María Josefa León, fue adoptado como hijo por sus abuelos maternos José León y María Josefa Argüelles.

## Trayectoria
A corta edad fue trasladado por su familia a Quito donde efectuó todos sus estudios hasta obtener el título de Doctor en Jurisprudencia en la Universidad Santo Tomás de Aquino -actual Universidad Central del Ecuador-. En aquella época le tocó presenciar el proceso de la independencia, que culminó con la independencia de Quito, en la Batalla del Pichincha.
Al poco tiempo viajó al Perú, domiciliándose definitivamente en el Cuzco. Ciudad donde llegó a ejercer altas funciones públicas, entre ellas: Presidente de la Corte Superior de Justicia, Prefecto Provincial y Gobernador y donde permaneció hasta su fallecimiento acaecido en el año 1839.
Trabajó en Las Cortes de Justicia del Cuzco, de Arequipa y de Trujillo. También colaboró con el gobierno del Perú para organizar y dirigir la administración de justicia en sus principales ciudades.

## Filántropo
En su testamento dejó toda su fortuna a su ciudad natal con el fin de que sea invertida en obras a favor de la educación de la juventud; y en observancia de su voluntad, el 7 de mayo de 1840, durante el régimen presidencial de Juan José Flores, se fundó en Latacunga el Colegio San Vicente, que comenzó a funcionar dos años después. En 1980 se convirtió en Instituto Técnico Superior; en 1996 pasó a ser Instituto Tecnológico; y, en 2012, llamándose Unidad Educativa Vicente León, se transformó en un establecimiento mixto.

## Homenajes
En su homenaje, en 1851, en Ecuador, se creó la Provincia León que actualmente se denomina Provincia de Cotopaxi.
En Latacunga existe un parque que lleva su nombre, en el cual se halla un monumento dedicado a él.
En la parroquia Toacaso, del cantón Latacunga, existe una comunidad con su nombre.
En Quito, existe una calle en su memoria, al igual que en Ambato.